# Saviore dell'Adamello
Saviore dell'Adamello är en ort och kommun i provinsen Brescia i regionen Lombardiet i Italien. Kommunen hade 867 invånare (2018).